# Timia berlandi
Timia berlandi är en tvåvingeart som först beskrevs av Seguy 1953.  Timia berlandi ingår i släktet Timia och familjen fläckflugor.
Artens utbredningsområde är Mauretanien. Inga underarter finns listade i Catalogue of Life.